# Automobile Dacia

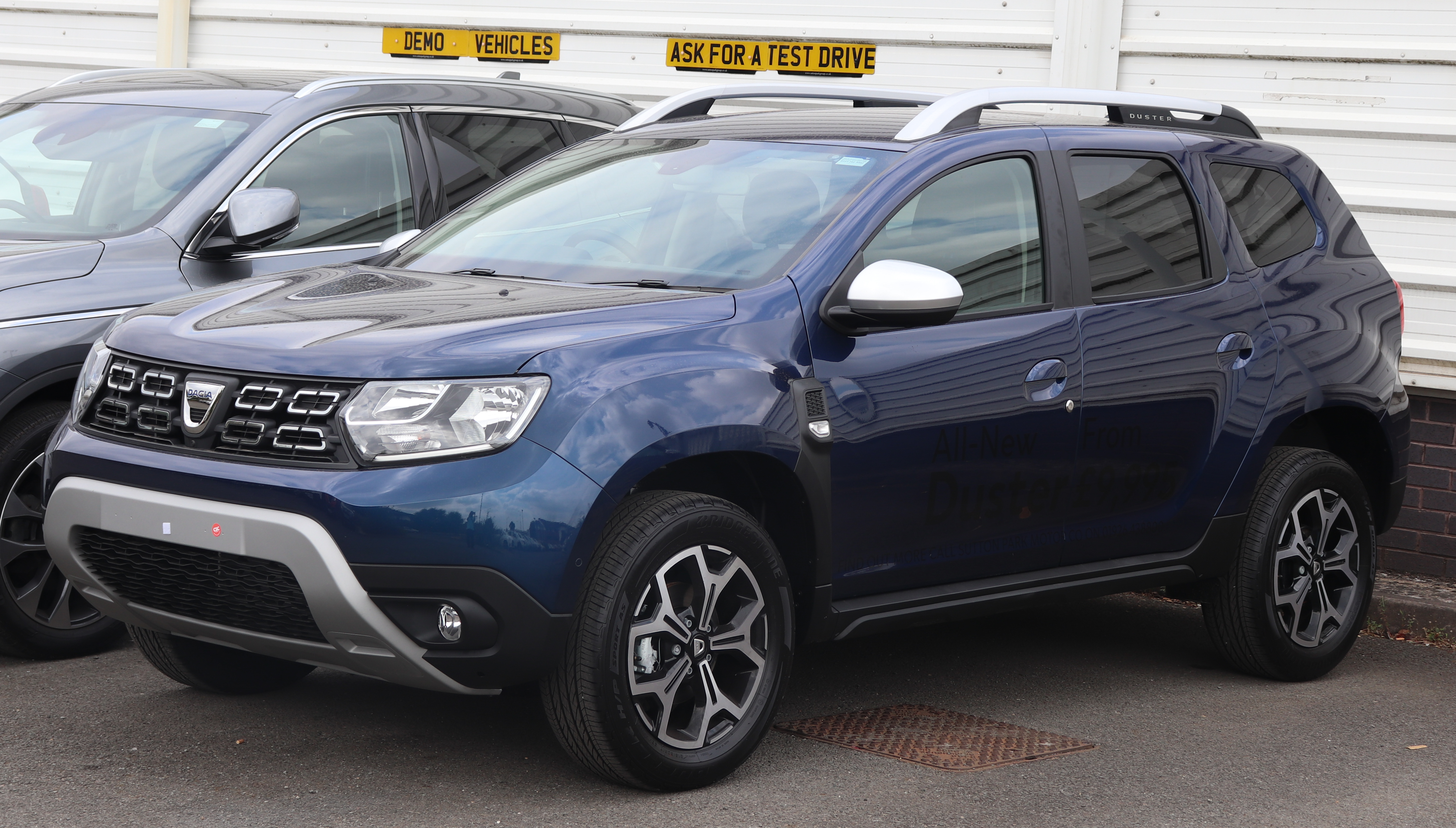
Dacia Duster

Automobile Dacia eller oftast Dacia är ett rumänskt bilmärke, sedan 1999 ägt av franska Renault.

## Historia

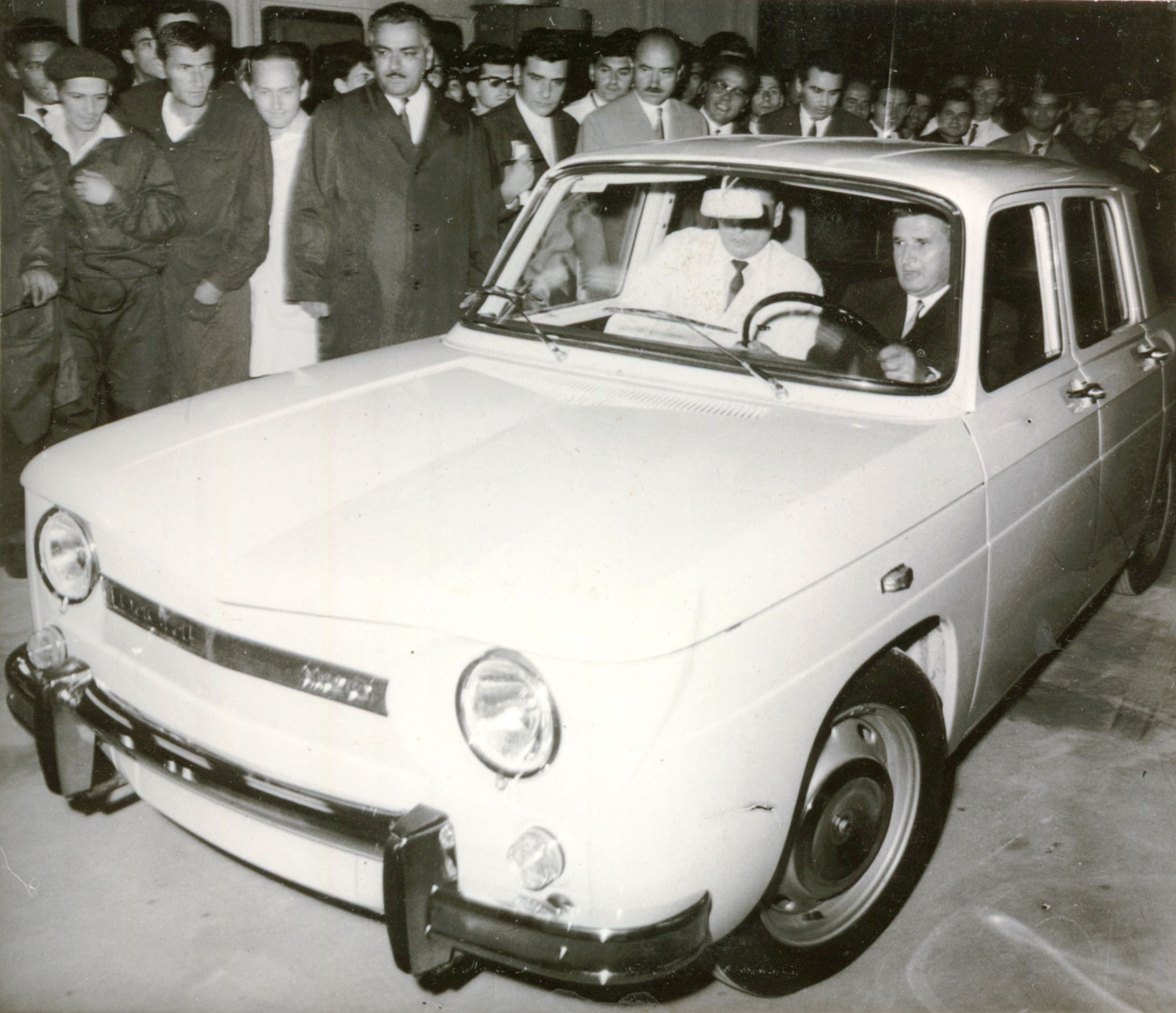
Nicolae Ceaușescu kör den första Dacia-bilen, en Dacia 1100, i augusti 1968

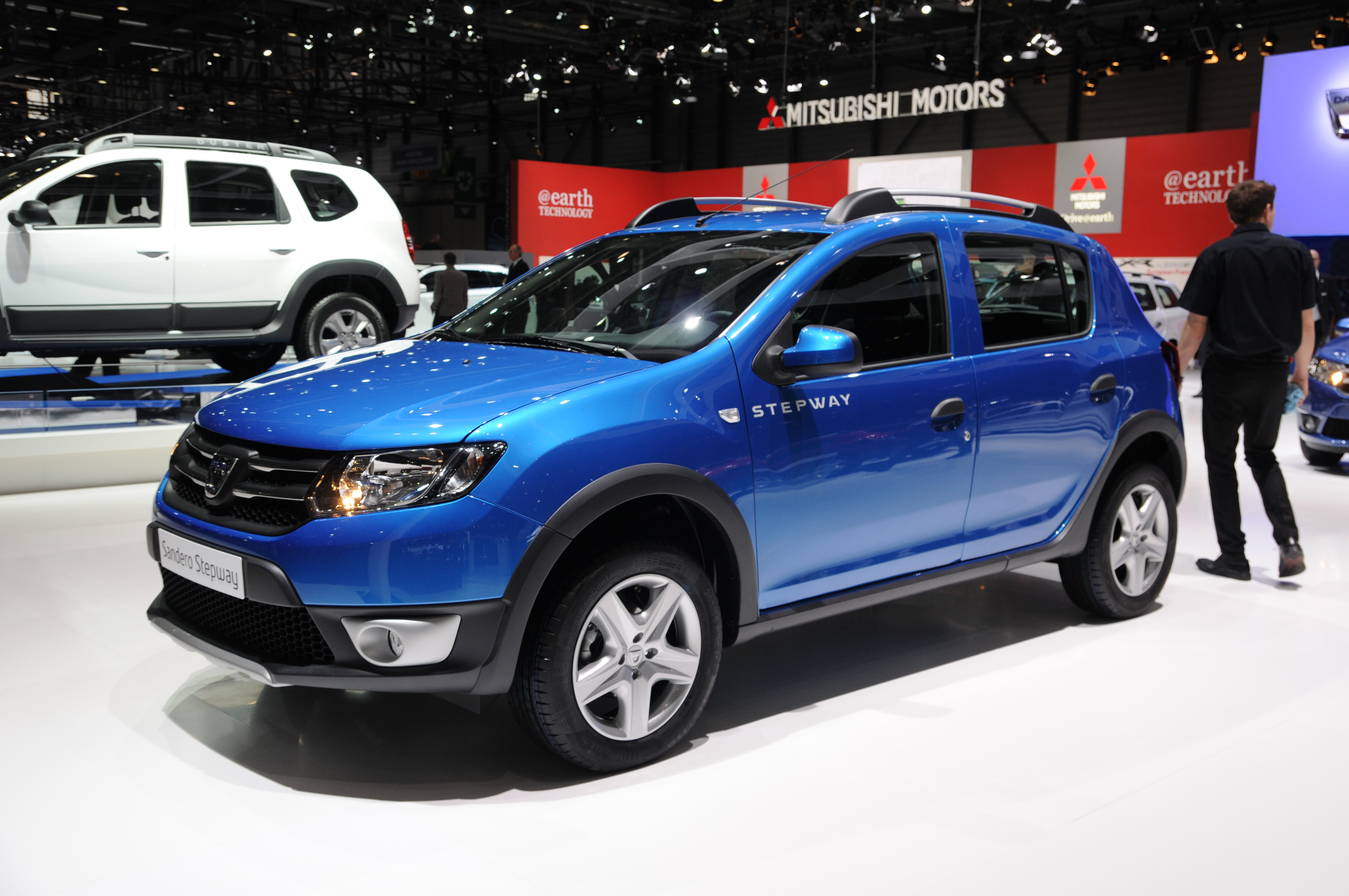
Sandero stepway

Fabriken grundades 1952 i Colibaşi, idag Mioveni, nordöst om Pitești som underleverantör till lastbilsfabriken i Brașov i Rumänien. När Nicolae Ceaușescu kom till makten 1965 beslöts att skapa en rumänsk folkbil. Beslutet togs att tillverka på licens. Flera västföretag visade intresse och Renault med uppbackning av franska staten blev utvalt. Bolaget höll då på att utveckla Renault 12. År 1966 startades Dacia under namnet Uzina de Autoturisme Pitești (UAP) med tekniskt stöd av Renault och huvudfabriken stod klar 1968.
Dacia började under 1960-talet att licenstillverka Renault-bilar som med vissa modifikationer utvecklades till egna modeller. Renault 12 skulle tillverkas men innan den produktionen startade tillverkade man Renault 8 under licens med namnet Dacia 1100. Komponenterna importerades enligt licensavtalet från Renault i Frankrike. Nicolae Ceaușescu körde den första Dacia-bilen, en Dacia 1100, i augusti 1968. Namnet Dacia kommer från den historiska romerska provinsen Dakien som ses som ett historiskt Rumänien.

### Dacia 1300
Den första Dacia 1300 lämnade fabriken 1969 och blev en rumänsk folkbil som fram till 2004 i olika versioner och moderniseringar kom att tillverkas i 2 miljoner exemplar. Under 1980- och 1990-talen vidareutvecklades Dacia 1300-modellen. 1979 uppdaterades modellen som Dacia 1310 och påföljande år kom en kombiversion och en skåpversion. 1983 följde en facelift på samtliga modeller. Samma år kom även 1410 Sport, en coupéversion. En pickup-version introducerades 1985 (Dacia Gamma) och en hatchbackversion följde 1987 under namnet Dacia 1320. 1989 följde ytterligare en generation av Dacia 1310 med mindre ändringar, bland annat nya strålkastare. Den sista varianten av 1310 lanserades 1998 och tillverkades fram till 2004.
Dacia 2000 som baserades på Renault 20 tillverkades i en liten upplaga och var reserverad för höga politiker. Även Renault Estafette licenstillverkades men bara 642 exemplar tillverkades 1975-1978.

### Efter 1989
Under 1990-talet utvecklade man också en helt ny modell, Dacia Nova som senare vidareutvecklades till Dacia SupeRNova och Dacia Solenza. De sista bilarna i 1300-serien tillverkades 2004. 1990-talet kännetecknades av en stor omvandling där det statsägda bolaget fick mycket stark konkurrens från utländska tillverkare.

### Renault blir ny ägare
År 1999 köpte Renault Dacia för att stärka sin närvaro på marknaderna i Central- och Östeuropa. Under 2002 sålde Dacia 53 000 bilar och hade nästan 50 procent av den rumänska bilmarknaden. År 2007 såldes det 172 834 stycken Dacia-bilar, vilket gjorde Dacia till det årets europeiska bilmärke med den näst största försäljningsökningen. Renault och Dacia skapade en ny modell – Dacia Logan. Säljs på vissa marknader under namnet Renault Logan. År 2009 presenterade Dacia en ny SUV, Dacia Duster, vilken började säljas 2010. Med Duster och Sandero har Dacias export ökat kraftigt.
Dacia introducerades på den svenska marknaden i september 2008. De modeller som säljs i Sverige är Dacia Duster, Dacia Logan MCV (kombi), pickup och van, Dacia Sandero, Dacia Lodgy samt Dacia Dokker Van. Enligt statistik som presenterades i augusti 2014 var Dacia det bilmärke i Sverige som hade högst kundlojalitet.

## Modeller
- Dacia 1100 (1968–1971)
- Dacia 1300 (1969–1983)
- Dacia 1310 (1983–2004)
- Dacia 1301 (1970–1974)
- Dacia Gamma, flera modeller:
  - Dacia 1302 pick-up (1975–1983)
  - Dacia 1304 pick-up (1983–2006)
  - Dacia 1305 drop-side 1985–2006)

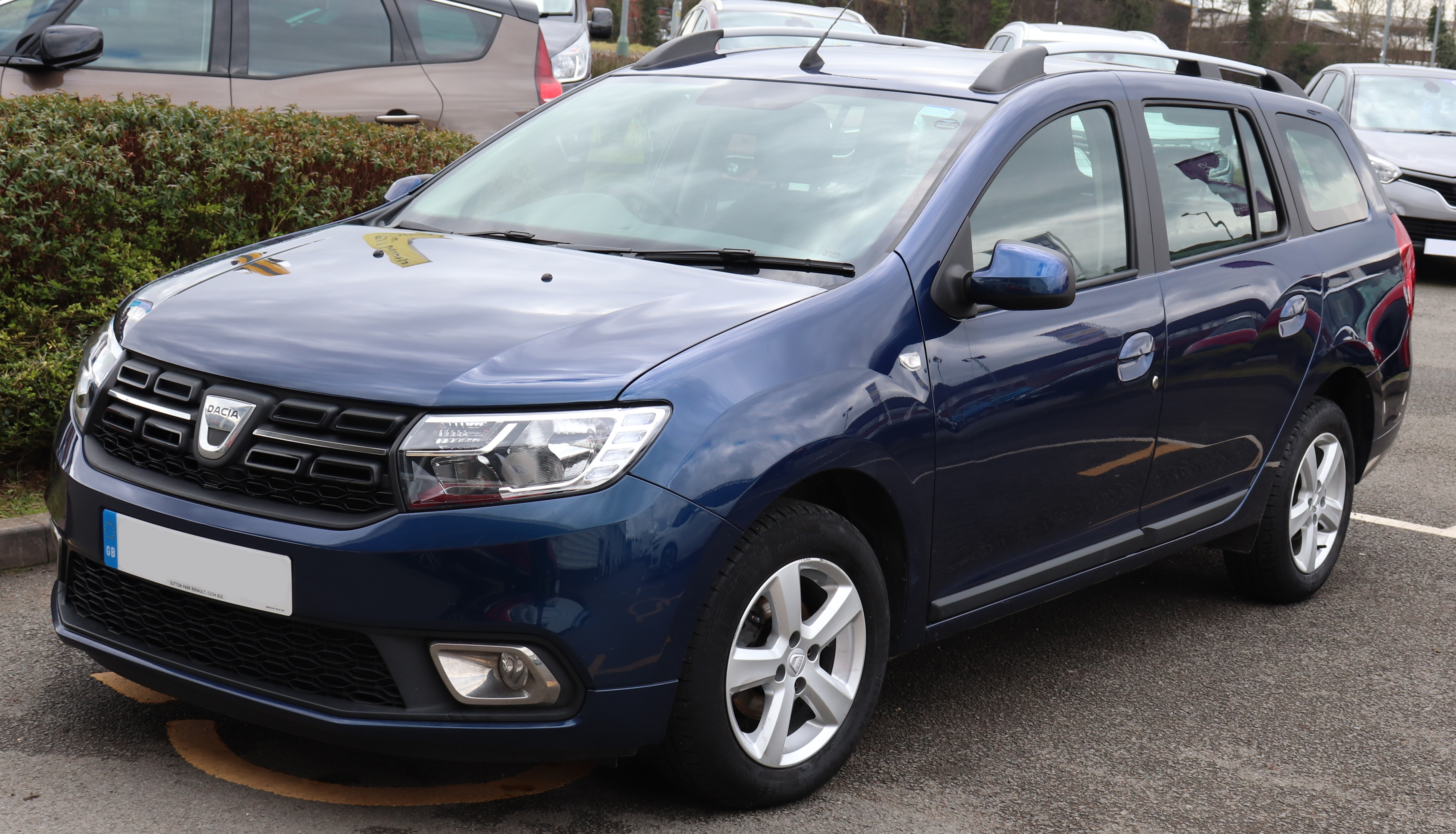
Dacia Logan MCV

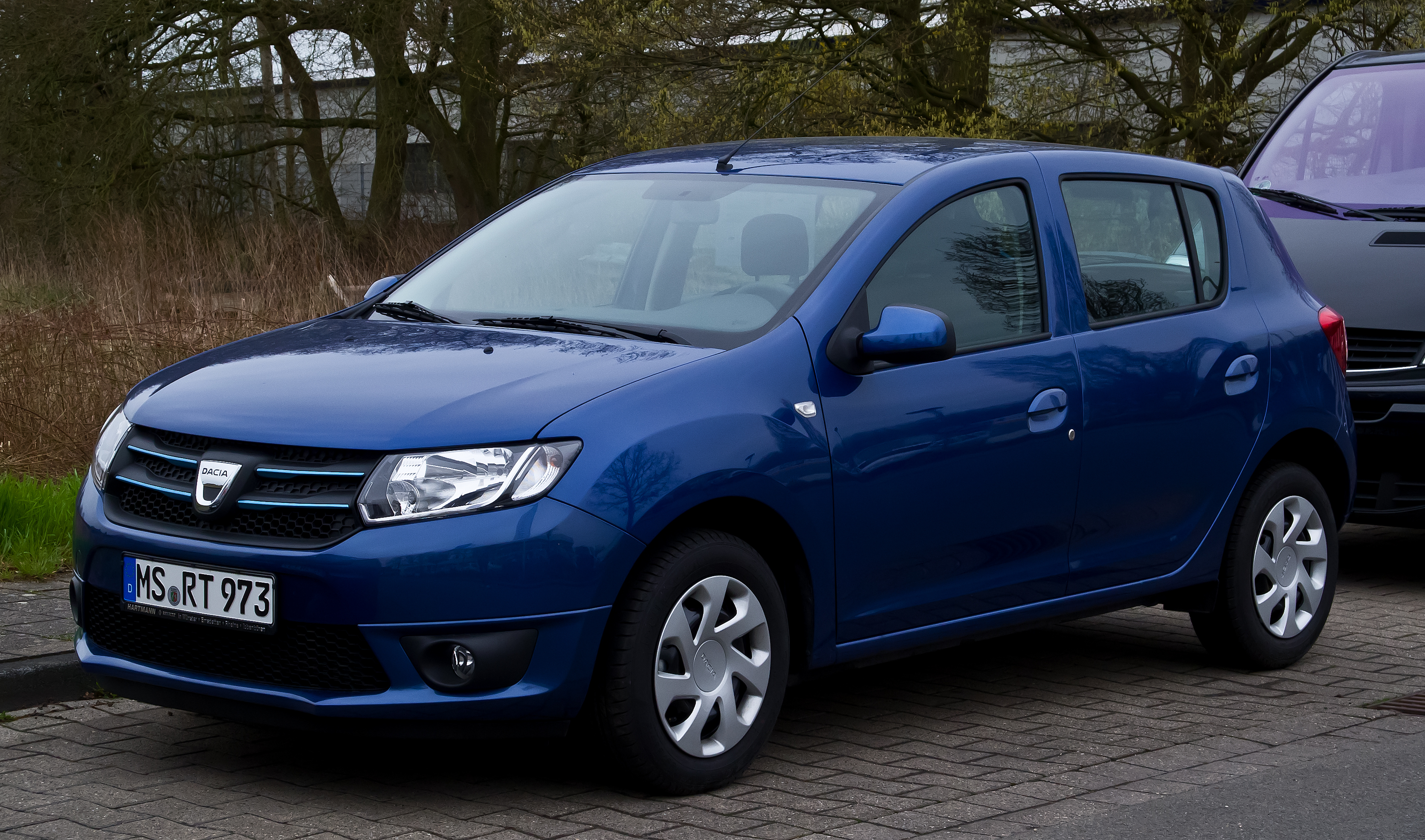
Dacia Sandero

  - Dacia 1307 double cab (1992–2006)
  - Dacia 1307 king cab (1992–1999)
  - Dacia 1309 estate-derived pick-up (1992–1997)
- Dacia Sport 1310 coupe (1983–1992)
- Dacia 2000 (också kallad Renault 20 och Renault 30)
- Dacia D6 (också kallad Renault Estafette, 1974–1977)
- Dacia Duster / ARO 10 (1985–2005)
- Dacia 500 (Lăstun) (1985–1989)
- Dacia 1320 hatchback (1988–1991)
- Dacia Liberta Hatchback (1990–1996)
- Dacia Nova (1995–2000)
- Dacia SuperNova (2000–2003)
- Dacia Solenza (2003–2005)
- Dacia Logan (2004– )
- Dacia Duster (2010– )
- Dacia Lodgy (2012–2022)
- Dacia Dokker (2012– )
- Dacia Sandero (2013-)
- Dacia Jogger (2022-)